# Xedos
Xedos — модель и суббренд подразделения Xedos, компании Mazda. На автомобилях ставится не эмблема Mazda, а собственная эмблема суббренда Xedos.

## История создания
В конце прошлого века маркетологи компании Mazda решили создать имиджевые автомобили, для того чтобы улучшить сбыт своих машин в Европе и занять новый сегмент рынка — средний и большой, сделать больше продаж, чем у конкурентов.
Были спроектированы два автомобиля — Xedos 6 и Xedos 9.

## XEDOS 6
В августе 1991 на Токийском автосалоне была представлена модель Eunos 500 — аналог Xedos 6 для рынка Японии, она поступила в продажу с января 1992 года в Японии и Великобритании. Что примечательно, идентичные праворульные машины продавались в Великобритании и Японии под разными моделями. Модель с левым рулем для общеевропейского рынка вышла несколькими месяцами спустя.
Автомобили марки Xedos 6 выпускалась до конца 1999 года, как и модель с правым рулём. Эти машины были выпущены общим тиражом 72 101 шт., Xedos 9 выпускался дольше, благодаря популярности на американском рынке. Xedos 6 по маркетинговым соображениям на американский рынок не поставлялся.
Модель Xedos 6 выпускалась двумя поколениями (1992—1994 и 1994—1999 гг.) с двигателями объёмом 1,6 л (113 л.с., позднее 107 л. с.) и V6 24V 2,0 л (144 л.с., позднее 140 л.с.), на праворульных Eunos 500 устанавливались также двигатели 1,8 л, рядная четверка (115 л.с.) и V6 24V с объёмом 1,8 л и 2,0 л мощностью 140 и 160 л.с. соответственно.
Xedos 6 стал первой машиной в линейке Mazda, при создании которой были использованы принципы «био-дизайна» — линий и геометрических форм, подсказанных самой природой. Впоследствии Ивао Коидзуми, дизайнер, возглавлявший проект Xedos 6, принимал участие в создании бестселлера — Mazda 6.

## XEDOS 9
Mazda Eunos 800 (Xedos 9) была представлена на Токийском автосалоне 1993 года.
В январе 1994 на американском рынке появилась Mazda Millenia, также известная как Mazda Xedos 9 или Eunos 800.
Модель Xedos 9 пережила 3 рестайлинга — в 1996 м, 1998 и 2000 годах. Оснащалась атмосферными двигателями KF — V6 24V объём 2,0л, 144 л. с. и 160 л. с., KL — V6 24V объём 2,5л, 167 л и 200лс. с., и двигателем, работающем по циклу Миллера, оснащенным компрессором Лисхольма — модель KJ — V6 24V объём 2,3л, 211 л. с.

## Особенности Xedos
- Большинство машин линейки Xedos хорошо укомплектованы (полный электропакет, ABS, SRS есть во всех машинах; во многих также кожаный, велюровый или алькантаровый салон, электрический люк и кондиционер (климат).
- На автомобили устанавливались только высокотехнологичные по меркам того времени двигатели с 4мя клапанами на цилиндр (DOHC)
- Автомобили для европейского рынка окрашивались только высококачественными красками металлик и перламутр